# Barão de Javari
Barão de Javari (pela grafia original, Barão de Javary) é um título nobiliárquico brasileiro criado por D. Pedro II do Brasil, em 14 de julho de 1872, em favor de João Alves Loureiro, e em data desconhecida, em favor de Jorge João Dodsworth.
Titulares
1. João Alves Loureiro (1812-1883);
2. Jorge João Dodsworth (1841-1899).